# Halab al-Dżadida
Halab al-Dżadida (Nowe Aleppo) – dzielnica Aleppo leżąca w jego zachodniej części. W 2004 roku liczyła 67 247 mieszkańców.